# Яблунівка (Стеблівська селищна громада)
Яблуні́вка — село в Україні, у Звенигородському районі Черкаської області, підпорядковане Стеблівській селищній громаді. У селі мешкає 517 людей.

## Географія
У селі річка Соковиця впадає у річку Рось.

## Історія
Похилевич Л. І. «Сказання про населені місцевості Київської губернії» 1864 р.
|  | Яблунівка, село на правій стороні річки Рось, в 4-х верстах нижче містечка Стеблева. Жителів обох статей 395, землі 1301 десятина. Належить Гермогену Нейману, що живе в селі Сидорівці. Церква Аннінська, дерев'яна, 7-го класу; землі має указану пропорцію; побудована в 1754 році Стеблівським поміщиком князем Юзефом-Олександром Яблоновським, населено близько цього часу і саме село.</ref> |

### Географічний словник Польського Королівства і країв інших слов'янських[1]
Згідно інформації, що вказана в словнику (3 том), виданого в 1882 році:
Яблунівка, село, Канівського повіту, розташоване на правому березі річки Рось, за 4 версти нижче містечка Стеблів, засноване колишнім власником Стеблева — князем Юзефом Яблоновським. Має православну церкву, засновану тим самим князем у 1754 році. Населення — 620 православних та 4 католики. Має 1301 десятину маєткової землі, з яких 420 десятин було викуплено (селянами). Належить Гермогену Нейману, який проживає у селі Сидорівка.

### Список кустарів-ремісників по с. Яблунівка на 1927р.
Ковалі: Жуковській Оксень Юхимів
Тесляри: Варава Іван Григорів
Кравці: Дяченко Йосип Кирилович
Чоботарі: Шіян Сидір Пантелеїв, Ковтун Андрон Павлович, Неграш Іван Григорович
Водяний млин: Гриценко Тихін Микитович
Просорушки: Долінський Левонтій Йосипів, Передерій Оникій Яхремів

## Демографія
За даними перепису 2001 року, велика частина населення села назвала рідною українську мову (95,94 %), російськомовне населення є меншістю (3,68 %).